# 1 Crónicas 26
1 Crónicas 26 es el vigesimosexto capítulo de los Libros de Crónicas en la Biblia hebrea o el Primer Libro de Crónicas en el Antiguo Testamento de la  Biblia Cristiana. El libro está recopilado a partir de fuentes más antiguas por una persona o grupo desconocido, designado por los estudiosos modernos como «el Cronista», y su forma final se estableció a finales del siglo V o IV a. C. Este capítulo describe los deberes particulares de los levitas como porteros (versículos 1-19), los tesoreros del templo (versículos 20-28), los oficiales y jueces (versículos 29-32). Todo el capítulo pertenece a la sección que se centra en el reinado de David (1 Crónicas 9:35 a 29:30), que desde el capítulo 22 hasta el final no tiene paralelo en 2 Samuel.

## Texto
Este capítulo fue escrito originalmente en el idioma hebreo y está dividido en 32 versículos.

### Testigos textuales
Algunos manuscritos antiguos que contienen el texto de este capítulo en hebreo bíblico son de la tradición del Texto masorético, que incluye el Códice de Alepo (siglo X) y el Códice Leningradensis (1008).
También existe una traducción al griego koiné conocida como la Septuaginta, realizada en los últimos siglos a. C. Entre los manuscritos antiguos existentes de la versión de la Septuaginta se encuentran el Códice Vaticano (B; {\displaystyle \ ara{G}}B; siglo IV), Codex Sinaiticus (S; BHK: {\displaystyle \ ara{G}}S; siglo IV), Codex Alexandrinus (A; {\displaystyle \ ara{G}}A; siglo V) y Codex Marchalianus (Q; {\displaystyle \ ara{G}}Q; siglo VI).

## Los porteros (26:1-19)
Esta sección describe a los porteros como parte de la organización administrativa de David, que se cuentan como levitas en las Crónicas (cf. Esdras 2:42, 70; Nehemías 11:19). Los versículos 1-12 contienen una lista de los miembros, y sus asignaciones por sorteo se detallan en los versículos 13-19, con los versículos 12-13 como pasaje de transición entre las dos partes. Existía un grupo llamado «guardias del santuario» cuando David transportó el arca al principio de su reinado (1 Crónicas 15:18, 23-24; 16:38, 42; 23:5), y aquí los porteros levitas debían realizar tareas de guardia, incluida la apertura de las puertas del Templo por la mañana. Biblia hebrea. Los porteros también debían gestionar los vasos del templo, incluidos los utensilios sagrados, y los materiales, como la harina, el vino, las especias y el aceite (9:17-32), así como realizar «servicios administrativos en nombre del rey» (2 Crónicas 31:14; 34:13). La lotería (versículo 13) determinaba a qué familia servir en cada puerta, por lo que el número de miembros de la familia no afectaba al proceso de selección. Durante el período de
regreso del exilio (Esdras 2:42-3) los porteros que no eran de rango levítico
alcanzaron este estatus.

### Versículo 1
En cuanto a las divisiones de los porteros: de los coreítas, Meselemías hijo de Coré, de los hijos de Asaf.
- «Meselemías»: escrito como «Selemías» en el versículo 14. [11]
- «Asaf»: escrito como «Ebiasaf» en 1 Crónicas 6:37; 9:19. [12]

### Versículos 4-8
4 Además, los hijos de Obed-Edom fueron Semaías el primogénito, Jozabad el segundo, Joa el tercero, Sacar el cuarto, Natanael el quinto, 5 Ammiel el sexto, Isacar el séptimo, Peultai el octavo; porque Dios lo bendijo.
También a Semaías, su hijo, le nacieron hijos que gobernaron las casas de sus padres, porque eran hombres de gran habilidad. Los hijos de Semaías fueron Othni, Rafael, Obed y Elzabad, cuyos hermanos Eliú y Semachías eran hombres capaces.
8 Todos estos eran de los hijos de Obed-Edom, ellos y sus hijos y sus hermanos, hombres capaces y fuertes para el trabajo: sesenta y dos de Obed-Edom.
- «Obed-Edom» y «Hosah» (1 Chronicles 26:10) habían sido «porteros» o «porteros» («guardianes de la puerta»), desde el momento en que el arca fue llevada a Jerusalén (1 Crónicas 15:24; 1 Crónicas 16:38).[14]

## Tesoreros, funcionarios regionales y jueces (26:20-32)
Algunos de los que figuran aquí también se mencionan en 1 Crónicas 23:6-23. A los levitas se les asignaron responsabilidades como la «supervisión de Israel al oeste del Jordán» y al este del Jordán («los rubenitas, los gaditas y la media tribu de Manasés»; versículo 32) como «oficiales y jueces» (versículos 29-32; cf. 23:3-5; 2 Crónicas 17:2; 19:5).  La lista de los oficiales de tesorería (versículos 20-28) está vinculada a los versículos 29-31, ya que los izharitas y los hebronitas (versículo 23) se mencionan en ambos pasajes. El registro distingue entre «los tesoros de la casa de Dios» (versículos 20, 22) bajo la responsabilidad de los gersonitas y «los tesoros de las cosas dedicadas» (versículos 20, 26) bajo la responsabilidad de los coatitas. Sebuel, de la familia de Amram (de origen cohatita; mencionado en el versículo 24, pero que también aparece en 23:16; 24:20) parece supervisar ambos tesoros. A diferencia de los tesoros de la casa de Dios, los de las cosas dedicadas se describen en detalle (versículos 26-28), incluyendo los «botines de guerra» proporcionados por varias personas importantes de manera «democrática», que Crónicas probablemente toma de Números 31:48, 52, 54 como fuente literaria. Las guerras fueron libradas por David y Saúl (ampliamente registradas en los libros de Samuel, Reyes y Crónicas), Samuel (probablemente refiriéndose a 1 Samuel 7:7-14), Abner y Joab (probablemente los de 2 Samuel 2-4). Las tareas administrativas de los levitas (versículos 29-32), además de sus funciones religiosas (véase también 23:4 y 2 Crónicas 19:11), cobrarían especial importancia durante el periodo macabeo. El orden de estas tareas se basa en los planes de David y se llevó a cabo en parte en la época postexílica, lo que refleja «una época en la que los elementos espirituales y seculares estaban estrechamente entrelazados y no se había renunciado a la reivindicación religiosa y política de los territorios de Transjordania», lo cual era importante para que el Cronista incluyera toda la región (cf. 2 Crónicas 19).

### Versículos 31-32
31 Jerías era el jefe de los hebronitas según los registros genealógicos de sus padres. En el año cuarenta del reinado de David, se encontraron hombres valientes y poderosos en los registros entre los hebronitas en Jazer de Galaad, 32 y sus hermanos, hombres capaces, dos mil setecientos jefes de familia, a quienes el rey David confió todos los asuntos de Dios y del rey concernientes a los rubenitas, los gaditas y la media tribu de Manasés.
- «Jerías» (1 Crónicas 23:19; 1 Crónicas 24:23) era el líder de los hebronitas y, junto con sus hermanos, fue designado para supervisar las dos tribus y media en el lado este del Jordán, mientras que «Jasabías y sus hermanos» fueron asignados a la zona al oeste del Jordán (versículo 30).[17]
- «Cuadragésimo año»: el último año de reinado de David (1 Crónicas 29:27).[15]
- «Jazer de Galaad»: es una ciudad merarita (Josué 13:25; Josué 21:39; Números 21:32), mientras que los hebreos eran coatitas, por lo que tal vez esto debería leerse como «en las ciudades de Galaad».[18][17]

La distinción entre los asuntos relacionados con el rey y los relacionados con Dios solo se observa en Crónicas (26:30, 32; 2 Crónicas 19:11) y Esdras 7:26.